# 12657 Bonch-Bruevich
12657 Bonch-Bruevich (1971 QO1) là một tiểu hành tinh vành đai chính được phát hiện ngày 30 tháng 8 năm 1971 bởi T. M. Smirnova ở Đài vật lý thiên văn Crimean.